# Louis Andrieux

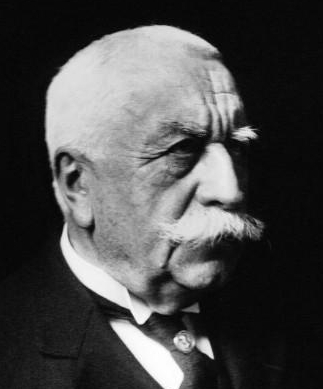
Louis Andrieux 1913.

Louis Andrieux, född 20 juli 1840, död 27 augusti 1931, var en fransk politiker. Han var biologisk far till författaren Louis Aragon.

## Biografi
Louis Andrieux grundade en advokatfirma i Lyon, och var oppositionsman under Napoleon III, och blev radikal deputerad 1876. Han slöt sig 1888 till det boulangistiska partiet, tog aktiv del i Panamaaffären 1892-1893, övergick vid sekelskiftet officiellt till den yttersta högern, som han representerade i olika repriser. Han blev mot slutet av sin politiska karriär kammarens ålderspresident. Andrieux var även flitigt verksam som tidningsman och författare.